# Херши (Пенсильвания)
Херши (англ. Hershey) — невключённая община и статистически обособленная местность в тауншипе Дерри, округ Дофин, штат Пенсильвания, США. В городе расположена штаб-квартира компании The Hershey Company.
Община расположена в 23 километрах от Гаррисберга и входит в метрополитенский район Гаррисберга. Являясь невключенной общиной, город не имеет органов власти и управляется муниципальными органами тауншипа Дерри. Согласно переписи населения 2020 года, в Херши проживало 13 858 человек.

## История
Компания Hershey основала город в 1903 году для своих рабочих. Для них были построены современные дома с электричеством, канализацией и центральным отоплением. В городе была трамвайная система общественного транспорта, где так же в грузовых трамваях перевозили молоко в бидонах с ферм на шоколадную фабрику, бесплатная школа для детей сотрудников и бесплатная промышленная школа для обучения детей-сирот и мальчиков из малообеспеченных семей. 

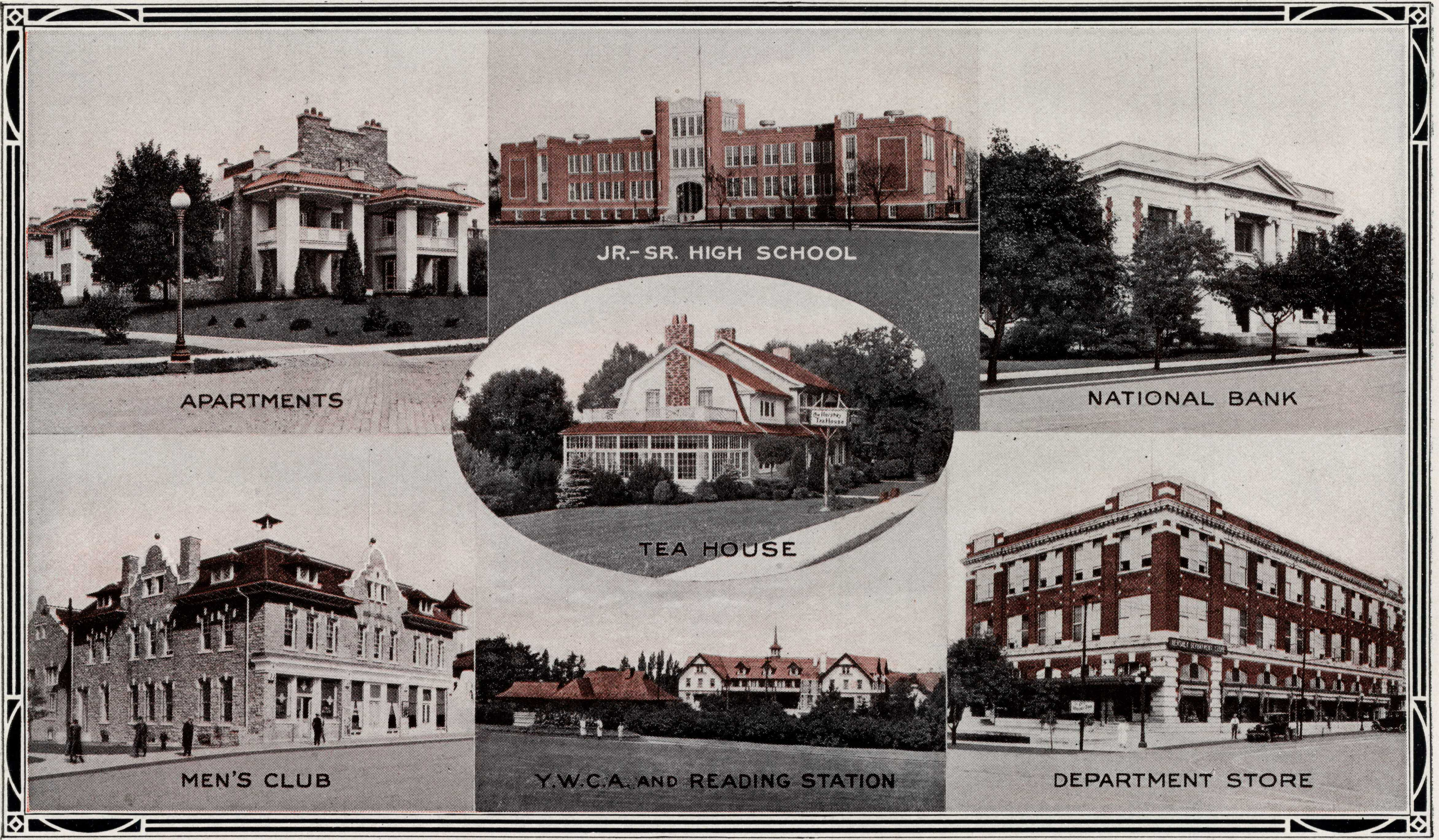
Общественные здания в городе (1920-е)

Позже в городе появился парк развлечений, поля для гольфа, общественный центр, отель, зоопарк и спортивная арена. Целью Hershey было «идеальный американский городок в сельской местности, где здоровые, правильно живущие и хорошо оплачиваемые работники могли бы жить в безопасных и счастливых домах».

## Экономика

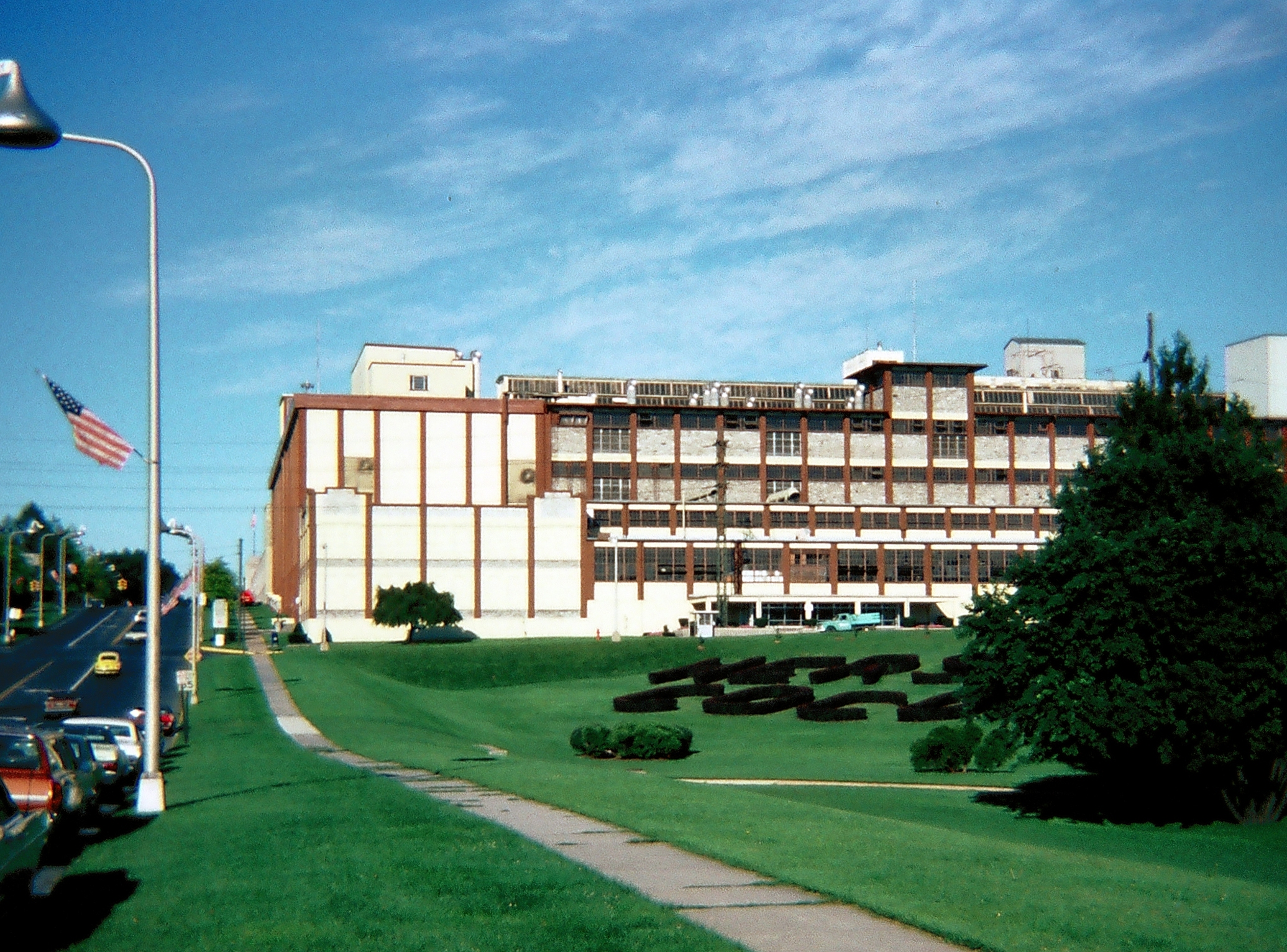
Здание фабрики Hershey в центре города (1976)

В Херши находится штаб-квартира компании The Hershey Company. Город был основан возле шоколадной фабрики, которая была закрыта в 2012 году. Хотя многие её строения были снесены, часть была переоборудована под современные офисные здания. Вместо старой фабрики в том же году была открыта новая. Кроме того, в городе работает фабрика по производству Reese’s Peanut Butter Cups, которая с 1963 года также принадлежит компании Hershey’s.

## Спорт
В городе базируется две команды — профессиональный хоккейный клуб «Херши Беарз» из Американской хоккейной лиги и любительская футбольная команда «Херши ФК» из Национальной премьер футбольной лиги. «Беарз» были основаны в 1932 году и за свою историю 13 раз завоевывали чемпионский титул. С 1932 по 2002 год команда выступала в «Хершипарк-арене», а с 2002 года — в «Джайант-центре». «Херши ФК» был основан в 2012 году и домашние матчи проводит на стадионе старшей школы Херши. Отдельные матчи также проводятся на «Херши-стэдиуме».